# Guillaume Postel

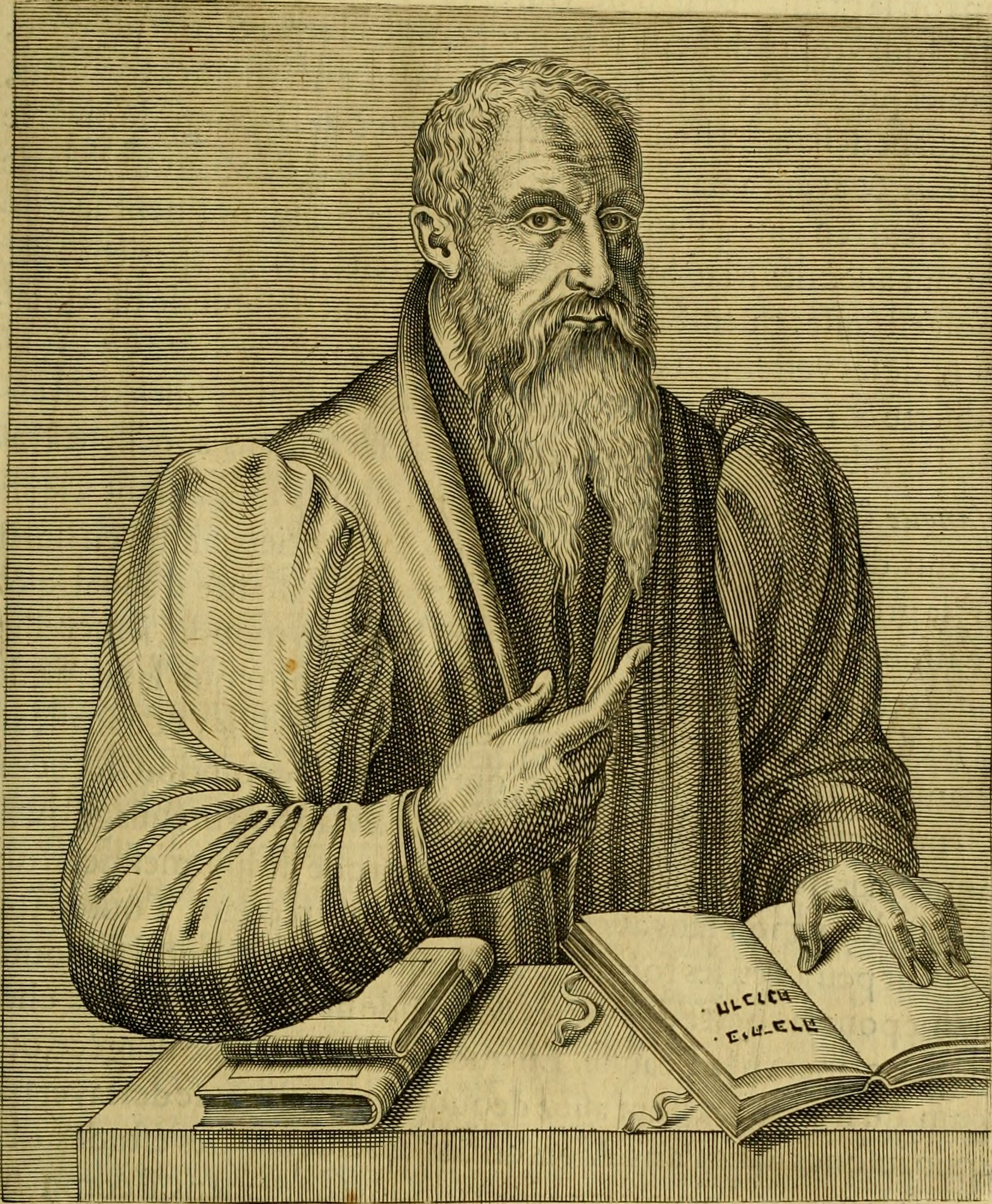
Postel en Les vrais pourtraits et vies des hommes illustres grecz, latins et payens (1584) de André Thevet.

Guillaume Postel (Barenton, 25 de marzo de 1510 – 6 de septiembre de 1581) fue un lingüista francés, astrónomo, cabalista, diplomático y erudito famoso en el siglo XVI.  Por sus conocimientos que abarcan diversas disciplinas es considerado un polímata.

## Trayectoria
Nació en un pueblo de la baja Normandía. Postel se trasladó a París para formarse. Cuando estudiaba en el Colegio de Sainte-Barbe, fue influido por Ignacio de Loyola y otros fundadores de la Compañía de Jesús; en su vida mantuvo cierta cercanía con ellos. De hecho, entró en Roma en el noviciado de la Compañía de Jesús en marzo de 1544, pero salió el 9 de diciembre de 1545 antes de hacer los votos religiosos.
Con su Linguarum Duodecim Characteribus Differentium Alphabetum Introductio (Una introducción a los caracteres alfabéticos de doce lenguas diferentes), publicado en 1538, inició sus indagaciones lingüísticas. Luego destacó como hebraísta cristiano, difusor de textos científicos (astronómicos, concretamente) y cabalísticos.
Postel sabía árabe, hebreo, siríaco y otras lenguas semíticas, pero asimismo conocía las lenguas clásicas (griego y latín), lo que le permitió sus vastas indagaciones textuales. Además trabajó diversos manuscritos, los editó o tradujo. Así sucedió con los Elementos de Euclides, en la versión del astrónomo Nasir al-Din al-Tusi; con la obra astronómica de Al-Kharaqī, Muntahā al-idrāk fī taqāsīm al-aflāk ("El alcance de las divisiones de la esferas"), disputa con el Almagesto de Ptolomeo; obras de Al-Tusi y otros astrónomos árabes, que influyeron en las teorías de los epiciclos usados por Copérnico; e hizo versiones latinas del Zohar, del Séfer Ietzirá, y del Sefer ha-Bahir, obras fundamentales de la cábala judía (impresos en 1552). 
Pero asimismo, Postel atrajo la atención de la corte, que reclamó su colaboración en la diplomacia francesa. Francisco I le encargó misiones específicas de intercambio con el imperio otomano. Así fue como pudo hacer una descripción muy objetiva de las costumbres de allí, en su obra La República de los turcos, la cual se unió a otros relatos paralelos sobre los turcos que se publicaron en los años centrales del siglo XVI, incluyendo a Pierre Belon o nuestro Viaje de Turquía.

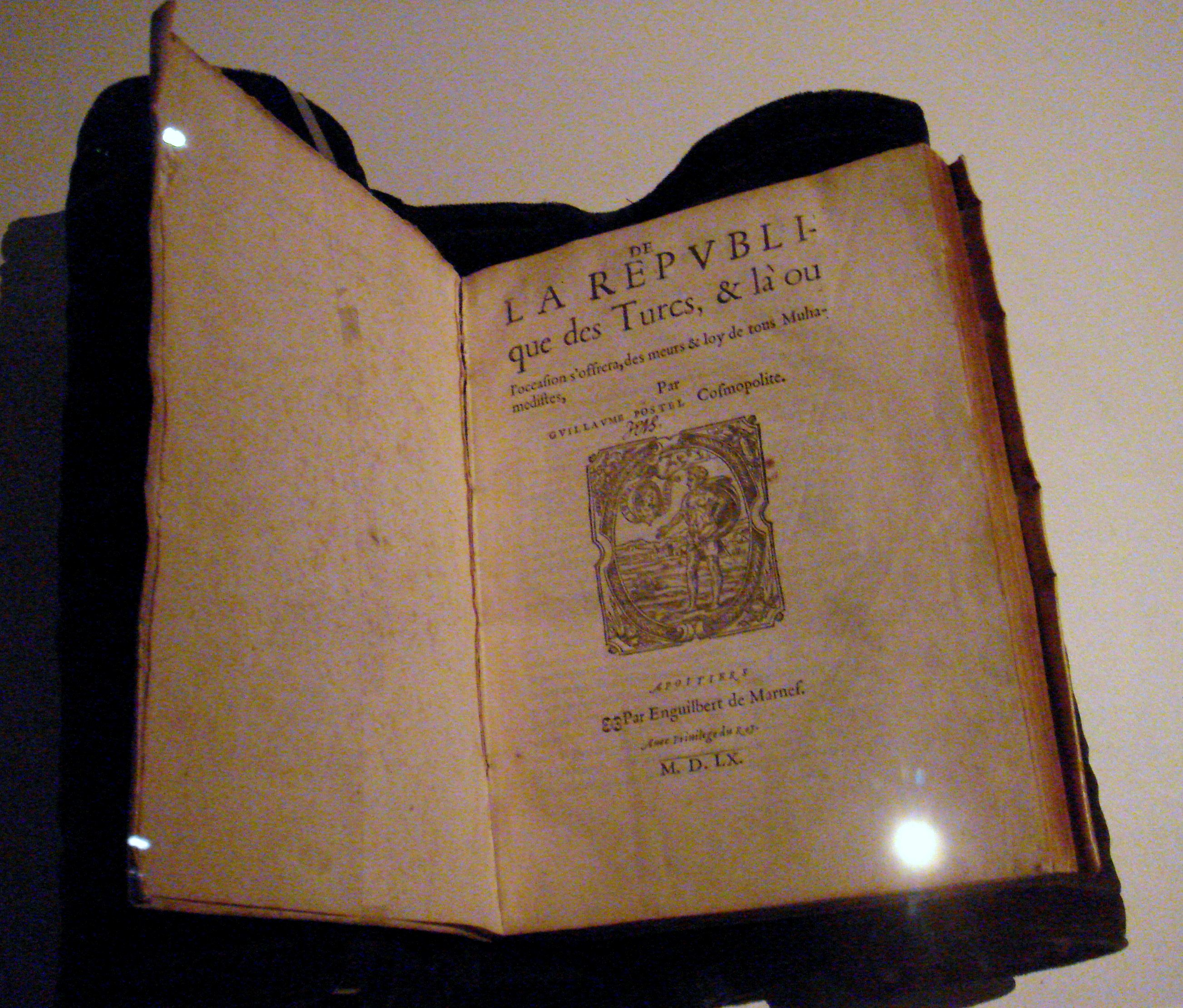
Postel: La República de los turcos, Poitiers, 1560.

## Obras
- De originibus seu de hebraicae lingua, 1538.
- Les Magistratures athéniennes, 1540.
- Description de la Syrie, 1540.
- Les Raisons du Saint-Esprit, 1543.
- De orbis terrae concordia, 1544.
- De nativitate Mediatoris, 1547.
- Absconditorum clavis, ou La Clé des choses cachées et l'Exégèse du Candélabre mystique dans le tabernacle de Moyse,  1547.
- Livre des causes et des principes,1551.
- Abrahami patriarchae liber Jezirah, 1552.
- Liber mirabilium, 1552.
- Raisons de la monarchie, 1552.
- La Loi salique, 1552.
- L'Histoire mémorable des expéditions depuis le déluge, 1552.
- Les Très Merveilleuses Victoires des femmes du Nouveau monde, 1553.
- Le Livre de la concorde entre le Coran et les Évangiles, 1553.
- Cosmographie, 1559.
- La République des Turcs, 1560.
- La Vraye et Entière Description du royaume de France, 1570.
- Des admirables secrets des nombres platoniciens.